# Les Ringards
Pour plus de détails, voir Fiche technique et Distribution.
Les Ringards est un film français réalisé par Robert Pouret, sorti en 1978.

## Synopsis
Bidard, Aldo et Charlot sont trois malfrats minables que le commissaire Garmiche piste depuis des mois, les tenant pour de dangereux gangsters. Pris par erreur pour les auteurs d'un cambriolage, les trois « ringards » sont enfin placés sous mandat de dépôt. Mais Annie, femme de Garmiche et chargée de mission au ministère de la Condition pénitentiaire, les fait libérer pour illustrer sa politique libérale. En fait, elle devient l'égérie du groupe et son véritable chef : c'est sous sa direction que les trois voyous réussiront leur premier « gros coup » : le braquage d'un fourgon postal entre Toulon et le circuit du Castelet.

## Fiche technique
- Titre : Les Ringards
- Réalisateur : Robert Pouret, assisté de Jean-Pierre Vergne
- Scénario : Jean Lacroix
- Adaptation et dialogues : Robert Pouret et Jean Lacroix
- Décors : Alain Maunoury
- Images : Guy Durban
- Son : Michel Lemoine
- Musique : Francis Lai
- Montage : Pierre Didier
- Production : Films de l'Alma, Société française de production
- Producteur délégué : Alain Terzian et Serge Laski
- Durée : 95 minutes
- Date de sortie : 27 septembre 1978

## Distribution
- Mireille Darc : Annie Garmiche
- Aldo Maccione : Aldo Rimoldi, dit "La classe"
- Julien Guiomar : Jeannot Bidart, dit "La presse"
- Charles Gérard : Charlot, dit "L'Empereur"
- Georges Wilson : Commissaire Garmiche
- Geneviève Fontanel : Françoise de Saint-Géraud
- Gilbert François : Benoît
- Gérard Hernandez : Le directeur de la prison
- Fred Pasquali : M. Feuillard (Alfred Pasquali)
- Marthe Villalonga : Albina, la directrice du cours de danse
- Bernard Darniche : Le pilote Lancia Stratos
- Denise Bailly
- Paul Bisciglia
- Philippe Brizard : Un joueur de cartes
- Philippe Chauveau
- Isabelle Duthil Lafrance
- Jean-Paul Farré : le propriétaire de la DS
- Pierre Frag : Marcel le gardien de prison
- Jean-Pierre Lorrain : Un convoyeur du fourgon
- Stéphane Macha
- André Penvern
- Roger Riffard : Le caissier de la banque
- Claude Rossignol : Un convoyeur du fourgon
- Mario Santini
- Ibrahim Seck : L'examinateur du permis de conduire
- Georges Descrières (coupé au montage)
- Paola Lanzi (non créditée)
- Katia Tchenko (coupée au montage)
- Michel Tugot-Doris (non crédité)